# Línea 3E (Salta)
La Línea 3E es una línea de transporte urbano de pasajeros de la ciudad de Salta, Argentina. La línea está actualmente operada por la empresa Lagos - San Ignacio S.R.L., bajo la administración de SAETA.
Esta línea se creó con el fin de conectar los principales barrios de la zona este de la ciudad con la zona norte, dónde se encuentran las dos universidades más importantes de la provincia, la Ciudad Judicial y la Escuela de Cadetes (logrando así una alternativa de transporte para los usuarios de la línea 8 Transversal). Así mismo, también permitió a los trabajadores de las empresas sobre la Ruta 9, Cementerio Divina Misericordia y el Acceso Evita la posibilidad de trasladarse por medio del servicio de colectivos, ya que anteriormente, ninguna línea llegaba a cubrir estas zonas.
Fue así como el día 2 de mayo de 2022, comenzó a operar la línea 3E, con una flota conformada en su mayoría por unidades cero kilómetro Marcopolo Torino MB OF-1621 recientemente adquiridos por la empresa.

## Recorrido

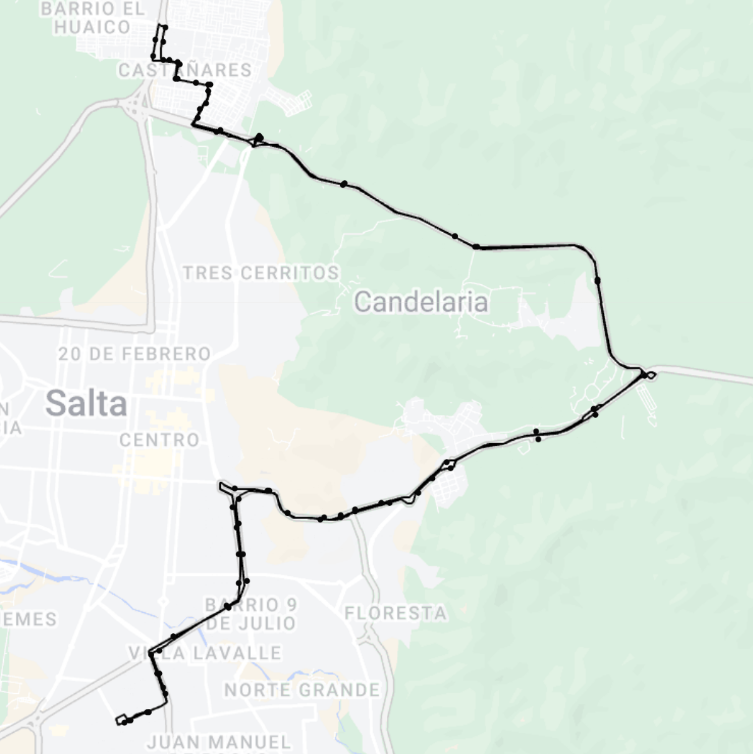
Mapa del recorrido.

### Recorrido literal[2]
Sale Control – Mar de Java – Av. Ejército Gauchos de Güemes – Colectora sur Av. Tavella – Av. Tavella – Av. Hipólito Yrigoyen – V. de la Plaza – Av. Asunción – Ruta Nacional N°9 – Colectora sur Acceso a B° El Mirador – Ruta Nacional N°9 – Colectora sur Altura AVG – Ruta Nacional N° 9 – Colectora sur Altura B° La Lucinda – Ruta Nacional N° 9 – Paso sobre nivel Camino Acceso Norte – Camino Acceso Norte (Acceso Evita) – UCASAL – Av. Patrón Costas – Av. Jaime Durán – Av. Alberto Einstein – H. Canepa – Av. Padre Aduaga – San Antonio de los Cobres – Av. B. Houssay – Av. Bolivia – Rotonda con Av. Fuerza Aérea – Colectora Oeste – Av. B. Houssay – San Antonio de los Cobres – Av. Padre Aduaga – H. Canepa – Av. J. Durán – Av. Patrón Costas – UCASAL – Paso bajo nivel para acceder Acceso Norte (Acceso Evita) sentido este – Acceso Norte (Acceso Evita) – Ruta Nacional N° 9 – Colectora norte Altura B° La Lucinda – Ruta Nacional N°9 – Colectora sur Altura Espacio Pinar Eventos – Ruta Nacional N° 9 – Colectora norte Altura B° El Mirador – Av. Asunción – V. de la Plaza – Av. H. Yrigoyen – Av. San Martín – Av. H. Yrigoyen – Chiclana – Av. Yrigoyen – F. López – Av. Tavella – Colectora norte Av. Tavella – Av. Ejército Gauchos de Güemes – Mar de Java – Scalabrini Ortiz – Mar de Bering – Jaureche – Mar de Java – Llega Control

### Cobertura de barrios
Parque Belgrano – Castañares – Ciudad del Milagro – Universitario – Pereyra Rozas – Villa Las Rosas – Soledad – Villa Estela – Villa María Esther – Portezuelo Norte – Portezuelo Chico – Portal de Güemes – Constitución – Mirador – Autódromo – Lucinda – Lucinda Norte – Valle Escondido – Urbanizaciones Pórtico – Scalabrini Ortiz – Monseñor Tavella – Círculo III – Villa Lavalle – Angelita – Morosini

## Puntos de interés
- Estadio Martearena
- Servicio Penitenciario
- Hospital M. Ragone
- Terminal
- Parque San Martín
- UCASAL
- UNSA
- Parque Bicentenario